# Prix national de littérature dramatique
Le prix national de littérature dramatique (en espagnol : Premio Nacional de Literatura Dramática, ou de son nom complet Premio Nacional de Literatura en la modalidad Literatura dramática), est un prix national de littérature d'Espagne qui est attribué chaque année par le ministère espagnol de la Culture pour la meilleure œuvre dramatique écrite par un Espagnol, dans l'une des langues en Espagne, et pour laquelle la première édition a eu lieu l'année avant la remise de la récompense. Le prix est doté de 20 000 euros.

## Histoire
Le jury est composé de 10 personnes, dont le lauréat de l'édition antérieure, et remet le prix en octobre de chaque année.

## Lauréats

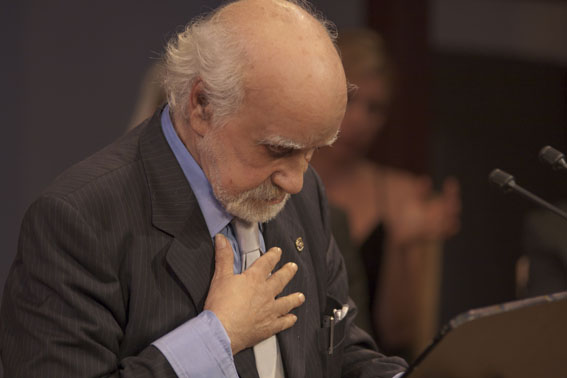
, lauréat en 1992.

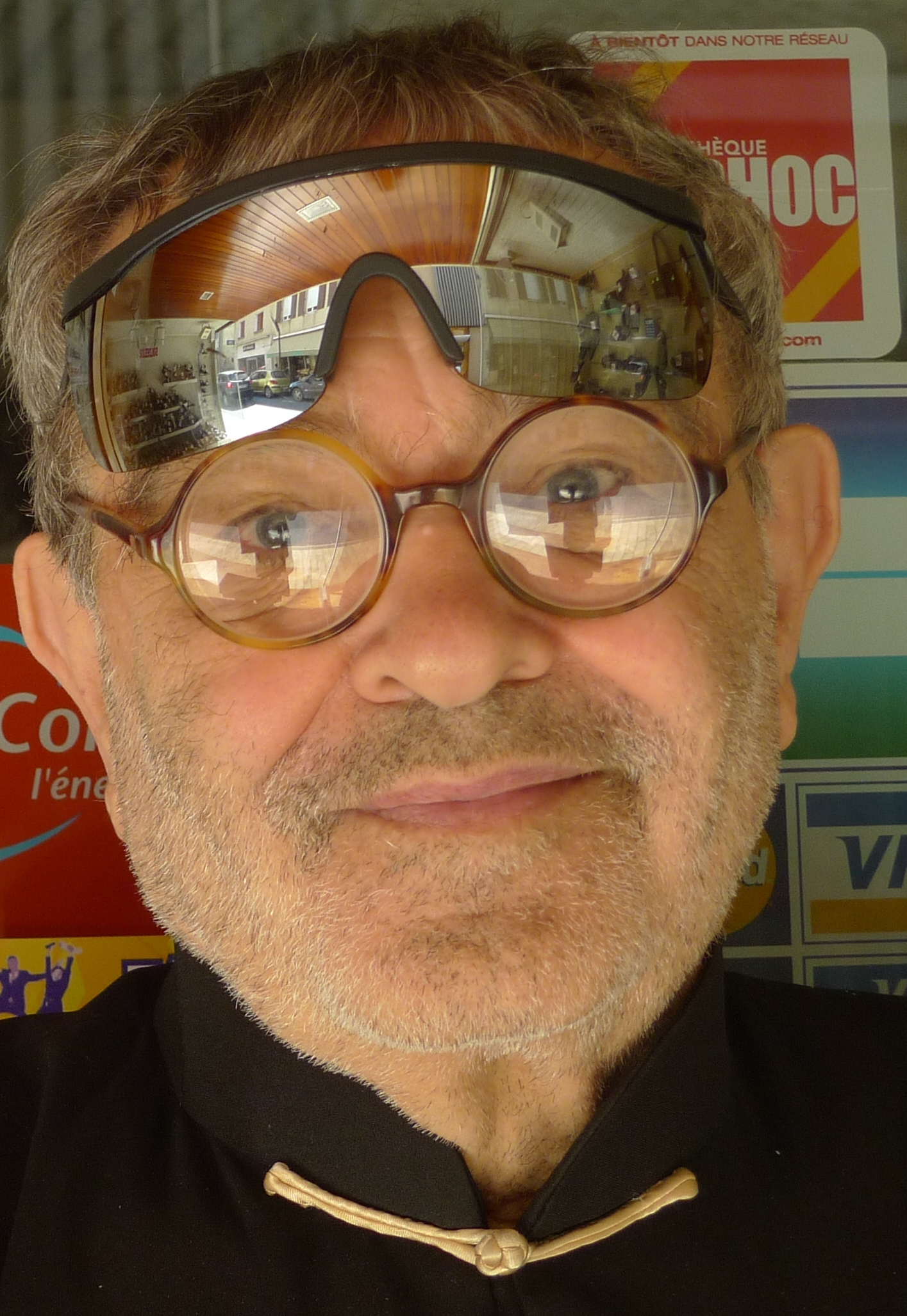
Fernando Arrabal, lauréat en 2003.

Ce prix a été décerné depuis sa création en 1977 sans interruption, excepté en 1984 et 1986 :
- 1992 - Francisco Nieva (es), pour El manuscrito encontrado en Zaragoza[4]
- 1993 - Alfonso Sastre, pour Jenofa Juncal[5]
- 1994 - José María Rodríguez Méndez (es), pour El pájaro solitario[6]
- 1995 - Josep Maria Benet i Jornet, pour E. R.[7]
- 1996 - Sergi Belbel, pour Morir[8]
- 1997 - Manuel Lourenzo, pour Veladas indecentes[9]
- 1998 - Jerónimo López Mozo (es), pour Ahlán[10]
- 1999 - Agustín García Calvo, pour Baraja del rey don Pedro[11]
- 2000 - Domingo Miras (es), pour Una familia normal ; Gente que prospera[12]
- 2001 - Jesús Campos García (es), pour Naufragar en Internet[13]
- 2002 - Ignacio Amestoy, pour Cierra bien la puerta[14]
- 2003 - Fernando Arrabal, pour Carta de amor (como un suplicio chino)[15]
- 2004 - José Sanchis Sinisterra, pour Terror y miseria en el primer franquismo[16]
- 2005 - Alberto Miralles (es), pour Metempsicosis[17]
- 2006 - Santiago Martín Bermúdez (es), pour Las gradas de San Felipe y empeño de la lealtad[18]
- 2007 - Rubén Ruibal (es), pour Limpeza de sangue — écrit en galicien[19].
- 2008 - Miguel Romero Esteo (es), pour Pontifical[20]
- 2009 - Paco Bezerra (es), pour Dentro de la tierra[21]
- 2010 - Lluïsa Cunillé (es), pour Aquel aire infinito[22]
- 2011 - José Ramón Fernández (es), pour La colmena científica o el café de Negrín[23]
- 2012 - Angélica Liddell, pour La casa de la fuerza[24]
- 2013 - Juan Mayorga, pour La lengua en pedazos[25]
- 2014 - Manuel Calzada Pérez, pour El Diccionario[26]
- 2015 - Laila Ripoll (es) et Mariano Llorente (es), pour El triángulo azul[27]
- 2016 - Lola Blasco (es), pour Siglo mío, bestia mía[28]
- 2017 - Alfredo Sanzol, pour La respiración[29]
- 2018 - Yolanda García Serrano (es), pour ¡Corre![30]
- 2019 - Alberto Conejero, pour La geometría del trigo[31]
- 2020 - Guillem Clua, pour Justicia[32]
- 2021 - Pablo Remón (es), pour Doña Rosita, anotada (qui est incluse dans le livre Fantasmas[33]
- 2022 - Josep Maria Miró (es), pour El cos més bonic que s'haurà trobat mai en aquest lloc (en catalan)[34]
- 2023 - Paula Carballeira (es), pour As alumnas (en galicien)[35]
- 2024 - María Velasco (es), pour Primera sangre[36]